# Centruroides possanii
Espèce
Centruroides possanii est une espèce de scorpions de la famille des Buthidae.

## Distribution
Cette espèce est endémique du Colima au Mexique. Elle se rencontre vers Minatitlán.

## Description
Centruroides possanii mesure de 38 à 42 mm.

## Étymologie
Cette espèce est nommée en l'honneur de Lourival Domingos Possani Postay.

## Publication originale
- González-Santillán, Galán-Sánchez & Valdez-Velázquez, 2019 : « A new species of Centruroides (Scorpiones, Buthidae) from Colima, Mexico. » Comptes Rendus Biologies, vol. 342, no 9/10, p. 331-344.